# Monastère d'Uclés
Le monastère de Santiago d'Uclés est un monument situé dans la ville d'Uclès, en Espagne, et fondé par l'Ordre de Santiago. 